# Папуга кочівний
Папуга кочівний, папужець кочівний (Northiella narethae) — вид папугоподібних птахів родини Psittaculidae. Ендемік Австралії.

## Назва
Видова назва narethae вказує на типове місцезнаходження — селище Нарета за 120 км на схід від Зантуса.

## Таксономія
Папуга кочівний науково описаний в 1921 році Генрі Люком Вайтом під біномінальною назвою Psephotus narethae. Співробітник Вайта, Фредерік Лоусон Вітлок, зустрівся із залізничним офіцером на Трансавстралійській залізниці, у якого в Нареті жив домашній папуга, який не відповідав жодному відомому виду. Пізніше Вайт під час відрядження до Західної Австралії зупинився в Зантусі, щоб поговорити з офіцером, і отримав три опудала, які відправив до музею Мельбурна. Пізніше папуга був класифікований як підвид папуги червоночеревого N. h. narethæ. Генетичне дослідження, опубліковане в 2015 році Гейнором Долманом і Лео Джозефом, підтвердило генетичну ізоляцію між папугою кочівним та червоночеревим папугою та рекомендувало перекласифікувати їх як окремі види.

## Поширення
Вид поширений у посушливому регіоні Налларбор на межі Західної та Південної Австралії.

## Опис
Папуга менший за червоночеревого папугу, його довжина становить близько 28 см. Його ноги темно-сірі, а райдужка очей темно-коричнева. Дорослий самець має двоколірне забарвлення обличчя, причому лоб, лорум і область над очима світло-зеленувато-блакитні, на відміну від решти обличчя, яке багряно-блакитне. Решта голови, передня частина шиї та грудей світло-сірувато-коричневі з більш світлою дифузною зернистістю. Його спина зеленувато-сіра. Живіт, стегна та підхвостова ділянка однорідно-жовті з маленькою червоною плямою біля основи хвоста. Зовнін малі та середні криючі пера червоні, а внутрішні середні та великі криючі пір'я жовтувато-зелені. Центральні пір'я хвоста світло-блакитні. Доросла самиця має менш інтенсивний блакитний колір на лобі, її крила та хвіст мають менш інтенсивний колір, і вона не має червоного чи помаранчевого відтінку на нижній частині живота.